# Coptodon zillii
Coptodon zillii és una espècie de peix de la família dels cíclids i de l'ordre dels perciformes.

## Morfologia
Els mascles poden assolir els 40 cm de longitud total.

## Distribució geogràfica
Es troba a Àfrica: sud del Marroc, riu Senegal, riu Níger, Costa d'Ivori (rius Sassandra i Bandama), llac Txad, riu Ubangui (República Democràtica del Congo), llacs Turkana i Mobutu, i rius Nil i Jordà.